# April Wine
Gli April Wine sono un gruppo hard rock canadese formato nel 1969. Secondo quanto dichiarato dalla band, fu scelto il nome April Wine perché a detta dei membri le due parole suonavano bene insieme. Ad oggi la band ha pubblicato oltre 20 album e crea uno spettacolo live che sembra attirare folle di devoti attraverso il Canada a più di 40 anni di distanza dai primi passi mossi dalla band nel mondo dell'Hard rock.

## Storia del gruppo

### I primi anni
Gli April Wine si formarono a Waverley, Nuova Scozia (un sobborgo di Halifax) nel 1969 da un'idea dei fratelli David Henman (chitarra) e Ritchie Henman (batteria). La formazione fu completata da Jim Henman (basso) e Myles Goodwin (voce, chitarra). Nel 1970 la band si sposta a Montréal e nello stesso anno firma un contratto con la Aquarius Records. Il debutto omonimo fu pubblicato nel 1971 e conteneva il singolo Fast Train, che ricevette numerosi passaggi radiofonici in Canada, decretò Goodwin come principale compositore del gruppo e rese possibile per gli April Wine registrare un secondo album. Alla fine del 1971 Jim Henman uscì dal gruppo, venendo sostituito da Jim Clench.

### I primi successi
Sotto la guida del produttore Ralph Murphy gli April Wine pubblicano nel 1972 il secondo album, intitolato On Record. Il primo singolo estratto dal disco fu You Could Have Been A Lady, cover degli Hot Chocolate che ottenne un enorme successo, arrivando al primo posto delle stazioni radio canadesi e figurando nella classifica Billboard Hot 100 per undici settimane. Da On Record fu pubblicata come singolo anche una reinterpretazione di Elton John, che trovò ancora una volta successo nelle radio canadesi e divenne una hit minore negli Stati Uniti. Grazie a questi singoli, On Record fu certificato disco d'oro.
Durante le registrazioni del terzo album David e Ritchie Henman lasciarono il gruppo, e Goodwin rimase l'unico membro fondatore. Vennero così reclutati il batterista Jerry Mercer e il chitarrista Gary Moffett, che completarono le registrazioni rendendo così possibile la pubblicazione di Electric Jewels nel 1973, supportato da un tour chiamato Electric Adventure, che riscosse un gran successo.

### Il successo internazionale
Il quarto album degli April Wine, Stand Back, pubblicato nel 1975, riscosse un enorme successo e, grazie al successo dei singoli Tonight Is A Wonderful Time To Fall In Love e I Wouldn't Want To Lose Your Love, divenne doppio platino in Canada. La traccia d'apertura Oowatanite è una delle canzoni più famose della band canadese. Dopo la pubblicazione del disco Jim Clench lasciò la band che trovò un valido sostituto in Steve Lang.
L'uscita discografica successiva fu The Whole World's Goin' Crazy, che fu il primo disco degli April Wine a diventare disco di platino grazie solo agli ordini di vendita. Le canzoni più popolari di questo album furono la title track e la ballata Like A Lover, Like A Song. Dopo il tour a supporto di The Whole World's Goin' Crazy fu pubblicato il sesto album del gruppo: Forever For Now, contenente il singolo più famoso degli April Wine, You Won't Dance With Me.
Nel 1977 gli April Wine suonarono al club El Mocambo di Toronto come headliners; di spalla c'era una band chiamata The Cockroaches; questi poi si rivelarono essere i Rolling Stones. Nello stesso anno fece il suo ingresso il terzo chitarrista Brian Greenway, che conferì alla band un suono più Hard rock e consentì a Goodwin di dedicarsi alle tastiere per le ballad.
Il settimo album, First Glance, riscosse un successo immediato e segnò l'inizio del successo internazionale. Fu il terzo singolo estratto da First Glance, Roller, che fece diventare la band famosa in Nord America, rimanendo per undici settimane nella classifica di Billboard, e il disco divenne il primo disco d'oro al di fuori del Canada.
Nel 1979 gli April Wine pubblicano il loro album più duro: Harder... Faster, contenente classici quali Say Hello e I Like To Rock. La band supportò il disco con un tour di spalla ai Nazareth e i manager pensarono che il gruppo canadese avrebbe potuto anche intraprendere il tour come headliner.

### Gli anni '80
Il primo album degli anni ottanta degli April Wine, The Nature Of The Beast, fu pubblicato nel 1981. La reazione dei fan fu fenomenale, e le vendite salirono. Sfruttando la popolarità di singoli come Just Between You And Me e Sign Of The Gipsy Queen l'album fu il primo a diventare multiplatino anche al di fuori del Canada.
Invece di continuare a cavalcare l'onda del successo, gli April Wine subirono un brusco (ma temporaneo) arresto. Infatti Myles Goodwin cominciava a subire lo stress di una routine fatta solo di tour e registrazioni, così il gruppo si prese un breve periodo di pausa.
Dopo diciotto mesi gli April Wine pubblicarono nel 1982 Power Play, la cui traccia di apertura, Anything You Want, You Got It, divenne la canzone introduttiva dei loro concerti. Il tour di Power Play fu il più lungo della storia degli April Wine. Nonostante i buoni riscontri di vendita, Power Play non ebbe la stessa acclamazione dei vecchi album da parte dei critici musicali. Sia l'album che i singoli entrarono nella classifica di Billboard ma non ebbero la stessa permanenza dei predecessori e la band vide tutto ciò come un fallimento.
Con il successore di Power Play le cose sarebbero andate ancora peggio. Le sessioni di registrazione di Animal Grace furono le più lunghe mai intraprese dagli April Wine, e durante il loro svolgimento si verificarono delle spaccature tra alcuni membri del gruppo, tanto che Myles Goodwin si trasferì con la sua famiglia alle Bahamas. Quando l'album fu pubblicato nel 1984 entrò nella classifica di Billboard, ma ne uscì piuttosto velocemente, così come il singolo This Could Be The Right One.
In ogni caso il tour del 1984 (presentato come Farewell Tour) ebbe abbastanza successo da permettere la realizzazione di un live album, One For The Road. Goodwin cominciò a lavorare a quello che doveva essere il suo album solista nel 1985 con l'aiuto di Greenway ed altri turnisti: Daniel Barbe (tastiere), Jean Pellerin (basso) e Marty Simon (batteria). Il risultato, Walking Through Fire fu infine pubblicato nel 1986 come ultimo album degli April Wine prima dello scioglimento.
Dopo lo scioglimento, Myles Goodwin e Brian Greenway pubblicarono degli album solisti.

### Il ritorno
Nel 1988 Myles Goodwin tornò in Canada e subito venne braccato da fan che chiedevano una riunione degli April Wine, così cominciò a parlarne con gli altri membri. Un ritorno del gruppo sembrava quasi impossibile, ma dal 1992 gli April Wine tornarono ad esibirsi dal vivo, con una formazione composta da Myles Goodwin, Brian Greenway, Jerry Mercer e Jim Clench (che non suonava col gruppo dal 1975), con l'aggiunta del terzo chitarrista Steve Seagal.
Nel 1993 fu pubblicato il primo album della riunione; Attitude divenne disco d'oro poco dopo la pubblicazione sul mercato discografico.
Seagal rimase ancora per un disco, Frigate del 1994, ultimo lavoro prima di un altro periodo di pausa. Infatti l'uscita discografica successiva fu Back To The Mansion del 2001, seguito dal live Greatest Hits Live del 2003.
La prima uscita in DVD degli April Wine fu From The Front Row... Live! del 2004. In questo periodo durante gli show degli April Wine c'era in formazione Carl Dixon, ex-membro dei Coney Hatch ed ora dei The Guess Who. Un nuovo album, Roughly Speaking, fu pubblicato nel 2006, e a seguito della sua pubblicazione Jim Clench uscì dal gruppo che lo sostituì con Breen LeBoeuf.
Nel 2007 anche Jerry Mercer lasciò la band; un suo spettacolo d'addio doveva svolgersi a Calgary ma alla fine fu cancellato. Mercer fu sostituito da Blair Mackay.
Nel 2010 gli April Wine furono introdotti nella Canadian Music Hall Of Fame, con l'autorizzazione di Goodwin e Greenway.
Il bassista Jim Clench muore il 3 novembre dello stesso anno.

## Formazione

### Formazione attuale
- Myles Goodwin - voce, chitarra, tastiere (1969-)
- Brian Greenway - chitarra, armonica, cori (1977-)
- Breen LaBoeuf - basso (2007-)
- Blair Mackay - batteria (2009-)

### Ex componenti
- Jim Henman - voce, basso (1969)
- David Henman - chitarra (1969-1973)
- Ritchie Henman - batteria (1969-1973)
- Jim Clench - basso (1970-1975, 1992-2006)
- Gary Moffet - chitarra, cori (1973-1985)
- Jerry Mercer - batteria (1973-2008)
- Steve Lang - basso, cori (1975-1985)
- Daniel Barbe - tastiera (1985)
- Jean Pellerin - basso (1985)
- Marty Simon - batteria (1985)
- Steve Seagal - chitarra (1992-1998)

## Discografia

### Album in studio
- April Wine (1971)
- On Record (1972)
- Electric Jewels (1973)
- Stand Back (1975)
- The Whole World's Goin' Crazy (1976)
- Forever for Now (1977)
- First Glance (1978)
- Harder... Faster (1979)
- The Nature of the Beast (1981)
- Power Play (1982)
- Animal Grace (1984)
- Walking Through Fire (1986)
- Attitude (1993)
- Frigate (1994)
- Back to the Mansion (2001)
- Roughly Speaking (2006)

### Raccolte
- Greatest Hits (1979)
- The Best of April Wine: Rock Ballads (1981)
- Review and Preview (1981)
- The Hits (1987)
- All the Rockers (1987)
- We Like to Rock (1988)
- The First Decade (1989)
- Oowatanite (1990)
- The April Wine Collection (1992)
- Champions of Rock (1996)
- Rock Champions (2000)
- Classic Masters (2002)
- Best of April Wine (2003)
- April Wine Rocks! (2006)
- The Hard & Heavy Collection (2009)

### Album live
- Live! (1974)
- Live at the El Mocambo (1977)
- Ladies Man EP (1980)
- Monsters of Rock (1980)
- One for the Road (1985)
- Greatest Hits Live 1997 (1997)
- I Like to Rock (2002)
- Greatest Hits Live 2003 (2003)
- Live in London (2009)

### Video e DVD
- Live in London (1981)
- From the Front Row... Live! (2003)